# J-rock
A J-rock vagy japán rock (日本のロック ; Hepburn: Nihon no rokku) a rockzene Japánban művelt változata.

## Története

### A japán rockzene kezdetei: rockabilly
Miután a 19. század második felében Japán megnyitotta kapuit a nyugati kultúra felé, a japánok érdeklődni kezdtek a nyugati zenei irányzatok iránt is. A második világháború után a Japánban állomásozó amerikai katonák révén elkezdett terjedni az amerikai zene, japán zenészeket pedig rendszeresen alkalmaztak az amerikai bázisokon, így a zenészek fejleszthették tudásukat. Az 1950-es években a „hillbillynek” hívott country és western az amerikai katonák ízlését tükrözte, majd az évtized végén begyűrűzött az országba a rock and roll is. A japán rockabilly zenészek Elvis Presleyt, Gene Vincentet, Paul Ankát utánozták. Az utánzók egy része aztán kajókjokura váltott, ami a nyugati behatású japán populáris  zene összefoglaló neve.
Az 1951-es békeszerződés aláírása után a Japánban állomásozó katonák száma jelentősen csökkent, így a korábban csak az amerikaiakat szórakoztató japán zenészek kénytelenek voltak további bevételi források után nézni. A rockabillyre váltó együttesek úgynevezett jazz kisszák (ジャズ喫茶, dzsazu kissza, „jazz kávézó”) színpadain léptek fel. Népszerűségének csúcsán több mint 600 ilyen kávézó volt Japánban, a legtöbb Tokióban és Kiotóban. 1958-ban megrendezték az első Nicsigeki Western Carnivalt (日劇ウエスタンカーニバル, Nicsigeki Ueszutan Kánibaru), ahol a rockabilly előadók léptek fel. Rendkívül népszerű volt, és egészen 1977-ig, Elvis Presley haláláig megtartották, évente többször is. A feldolgozások többségét férfiak adták elő, Connie Francis és Helen Shapiro népszerűségét követően a női coverelőadók is egyre népszerűbbek lettek Japánban. Ebben az időben kizárólag nagy kiadók működtek az országban, független kiadók még nem léteztek. A nagy kiadók saját, bejáratott dalszerző-gárdával dolgoztak. Az első, sikert arató rockabilly cover a Koszaka Kazuja (小坂 一也) által előadott Heartbreak Hotel volt, Elvistől, 1956-ban. Sikerének titka az volt, hogy a japán piacra szabták a feldolgozást, Koszaka teljesen más hangnemben és módon adta elő a dalt, mint Elvis, valamint a dalszöveget is japán nyelvre ültették át. Ez sokszor azt jelentette, a japán nyelv agglutináló volta miatt a dallamon is módosítani kellett, mert a szöveget másképp nem lehetett elénekelni.

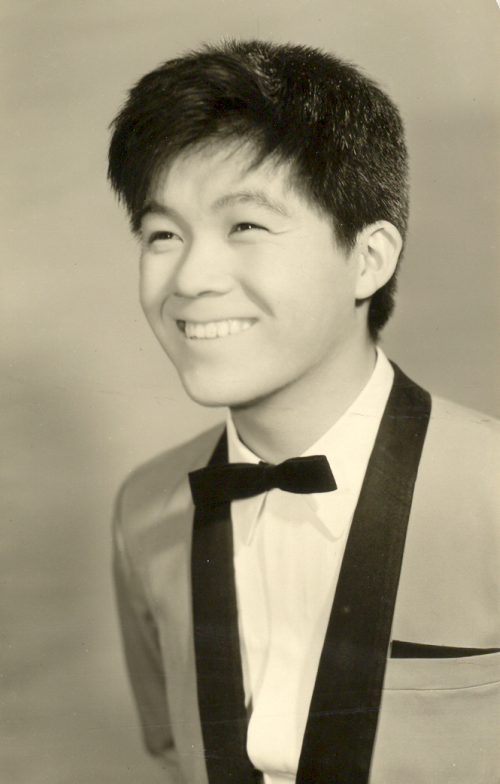
Szakamoto Kjú

A piac azonban hamarosan elkezdett telítődni, a feldolgozható dalok száma korlátozott volt, viszont egyre több előadó versengett a hallgatóság kegyeiért, akiket ekkor még csak a fizikai lemezeken és élő fellépéseken keresztül tudtak elérni. Előfordult, hogy egyes kiadók elhalászták a kiadási lehetőséget, hamarabb adtak ki egy-egy feldolgozást, így saját előadójukkal asszociálta a közönség a számot. Emiatt más énekeseknek gyorsan új dalok után kellett nézniük. Felmerült tehát az igény eredeti (általában hibrid rockabilly és kajókjoku stílusú) dalok szerzésére. Az egyik első ilyen szerzemény a Hirao Maszaaki (平尾 昌晃) által előadott Hosi-va nandemo sitteiru (星は何んでも知っている, „A csillagok mindent tudnak”) volt 1958-ban, melynek szövegét Mizusima Tecu (水島哲) írta, zenéjét pedig Cucumi Hirosi (津々美洋) szerezte és filmbetétdalként nagy sikert aratott. Ugyancsak nagy siker volt a Kuroi hanabira (黒い花びら, „Fekete szirmok”), melyet Mizuhara Hirosi (水原弘) adott elő 1959-ben. A dal elnyerte az első Japan Record Award nagydíját.
Még ennél is nagyobb sikert aratott a Szakamoto Kjú (坂本 九) számára írt Ue o muite arukó (上を向いて歩こう, „Séta közben felnézek”), nemzetközi címén Sukiyaki, mely 1963-ban első helyezést ért el az amerikai Billboard slágerlistáján. Mindhárom sikeres eredeti dalt olyan dalszerzők írták, akik nem álltak exkluzív szerződésben nagykiadóval. Az eredeti slágerek előadása egyre fontosabbá vált a művészek számára is, hogy kiemelkedhessenek a növekvő számú imitátorok közül. Ráadásul ebben az időszakban egyre fontosabb lett az is, hogy Japán „eredeti” termékekkel álljon elő, úgy a tömegtermelés, mint a kultúra területén. Egyre kevesebb import televíziós műsort mutatott be a bimbózó televíziózás, és inkább hazai gyártású műsorokra álltak át, a Toyota pedig kifejlesztette saját gyártási stratégiáját, a Just In Time-ot, mely a ma már világszerte használt Lean vállalatirányítási rendszer kifejlesztéséhez vezetett. Hasonló folyamatok zajlottak le a japán zeneiparban is.

### 1960-as évek

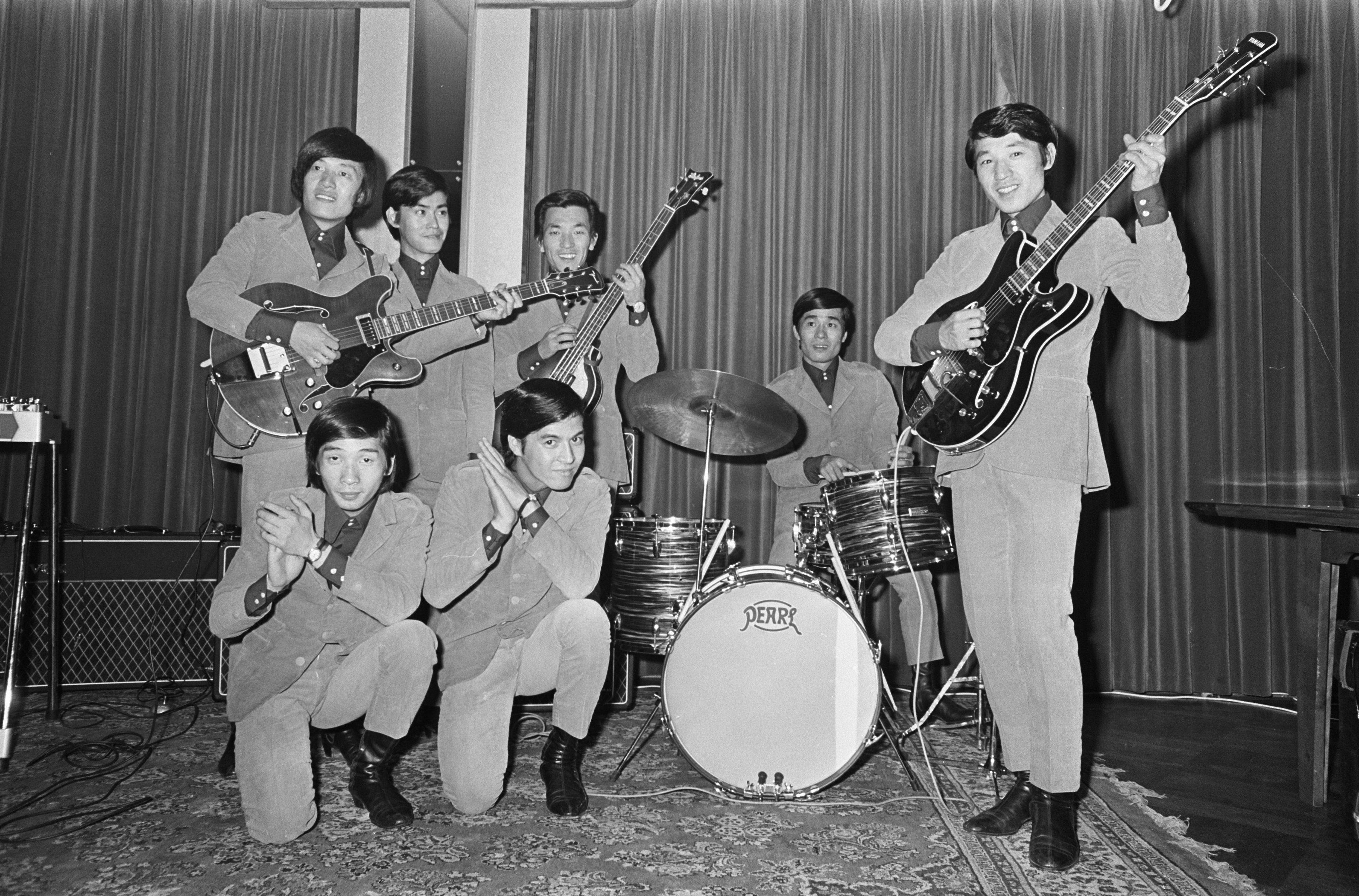
The Spiders, a Group Sounds műfaj egyik képviselője

Az 1960-as évek elején megjelent az eleki, mely elektromos gitáron instrumentális zenét játszó fiatalokat jelölt. A The Beatles hatására ezek a 4-7 tagú együttesek énekelni is elkezdtek, és összefoglaló néven Group Soundsnak hívták őket. A legsikeresebb dalaik azonban nem puszta imitációk voltak, hanem a brit hangzást a kajókjokuval kombináló alkotások. Ilyen volt a The Spiders No No Boy vagy a Blue Comets Aoi hitomi („Kék szemek”) című dala. Számos együttes követte őket, például a The Tigers, a The Tempters, a The Golden Cups, a The Carnabeats vagy a The Jaguars.
Az amerikai folk-pop hatására a '60-as években Japánban is elterjedtek az akusztikus zenét játszó, főképp egyetemista énekes-dalszerzők, akik kommersz sikereket nem nagyon értek el, a Kanszai régió „új baloldali” egyetemistái által preferált, Pete Seeger, Bob Dylan és Woody Guthrie által inspirált, saját szerzésű tiltakozó daloknak azonban sikerült felkerülniük a slágerlistákra. 1968-ban a The Folk Crusaders Kaettekita jopparai (帰って来たヨッパライ, „A mennyből visszatért részeg”) című dalából több mint egymillió példány fogyott.

### Az 1970-es évek

Az 1970-es évek egyik legsikeresebb japán rockegyüttese, a Carol, divatot indító, jellegzetes fekete fellépőruhájukban

Az 1970-es évekre a Group Sounds korszaknak vége szakadt, az együttesek tagjai közül többen az art rock és a pszichedelikus zene felé fordultak, és olyan együtteseket hoztak létre, mint a Flower Travellin’ Band, a Power House vagy a Blues Creation. A 70-es évek elejének legnagyobb hatású együttese a Happy End volt, akik többféle hangzással kísérleteztek és dalszövegeik is japán nyelvűek voltak. A Zunó keiszacu (頭脳警察, „Elmerendőrség”) együttest tartják az első japán punkegyüttesnek, és máig is legendásnak számítanak, több albumukat is bevonták, mert a dalszövegeik megsértették a fonográfiai szövetség szabályzatát. Ugyancsak az elégedetlen fiatalsághoz szólt a Murahacsibu (村八分, „kiközösítés”) zenéje. Az első, kereskedelmi szempontból is sikeres együttesek közé tartozott például az angolul éneklő Godiego (ゴダイゴ), vagy a Carol (キャロル) együttes. Utóbbi rock and roll alapú zenét játszott és a rockzenét a tinipop ismertségének szintjére emelte Japánban. Fekete öltözékük és napszemüveges megjelenésük divatot indított. Énekesük, Jazava Eikicsi (矢沢 永吉) az együttes feloszlását követően is sikeres szólókarriert tudhatott magáénak és az egyik legbefolyásosabb japán zenésszé vált. Ugyancsak népszerű volt a Downtown Boogie-Woogie Band, akik japán nyelvű boogie-woogiet játszottak.
Az 1970-es években jelent meg Japánban az úgynevezett „new music”, mely nem egy specifikus műfajt jelöl, hanem különböző előadók zenéjét tömöríti, akik ebben az időszakban a folk-pop-rock műfajaiban valami újat hoztak létre. A terminológia a hagyományos kajókjokuval (populáris zenével) való szembenállást is jelzi. Elsődlegesen Arai Jumi (松任谷 由実) Hikóki-gumo (ひこうき雲) című albumának megjelenésétől számítják. Arai urbánus, eklektikus stílusára a brit hangzás és a francia költészet volt a legnagyobb hatással. Az 1980-as évekre a „new music” elvesztette újdonság jellegét, ahogy az előadók egyre népszerűbbek lettek és a lemezeladások nagy részét is ők tették ki. A fiatalabb japán előadók már ezeket a művészeket tekintették zenei gyökereiknek, a nyugati zene helyett.

### 1980-as évek

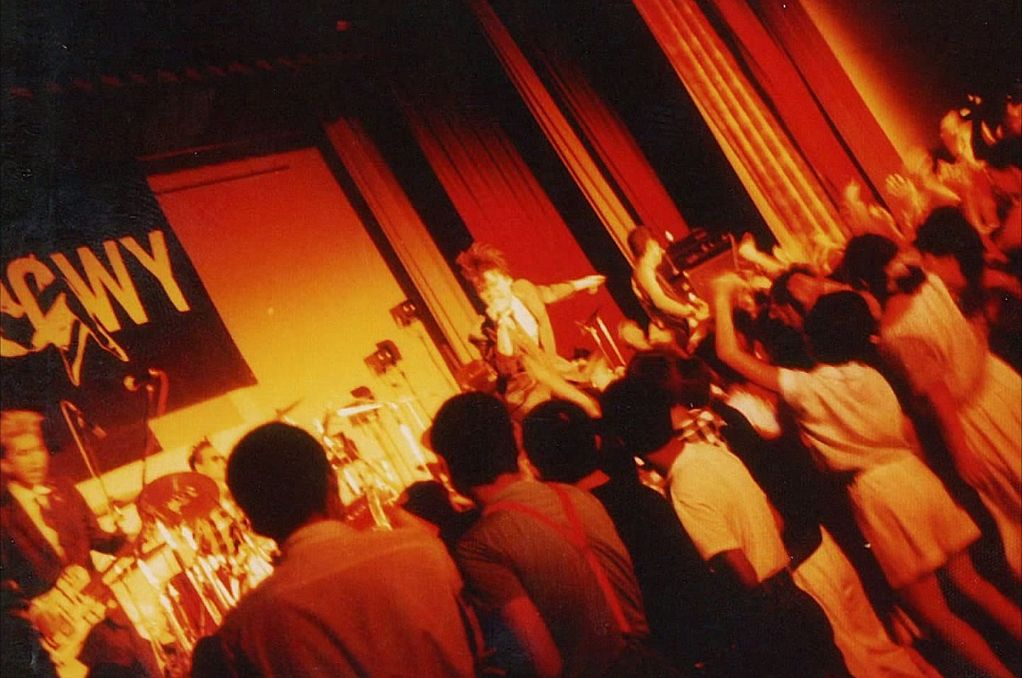
A Boøwy egyik fellépése 1984-ben

Az 1970-es évek végére az egyre inkább középosztálybelivé váló japánok többsége már a kajókjokuval szimpatizált, több feloszló rockegyüttes tagjai is a popzene felé fordultak. Ebben az időszakban jelent meg, majd a nyolcvanas években vált jelentőssé a punkzene, mely először a londoni és amerikai punkzenét vette alapul, majd fokozatosan saját irányzattá nőtte ki magát a noise-on belül, amire ma is úgy hivatkoznak, hogy Japanoise. A punk műfajának alapjait Japánban a Tokyo Rockers rakta le, mely nem egy együttest, hanem sokkal inkább egy mozgalmat jelöl, tokiói underground együtteseket, akik kis klubokban léptek fel. 1978-ban a Shinjuku Loftban adott koncertet követően 1979-ben öt együttes, a Friction, a Lizard, a Mirrors, a Mr Kite és az S-ken Tokyo Rockers címmel lemezt adott ki. A punk egyre népszerűbb lett, bár a mainstream média figyelmét nem keltette fel. Az alakuló független kiadók kis példányszámban (néhány száz darabban) terjesztették a lemezeket egyes lemezboltokban, melyek elkezdtek saját sarkot kialakítani az indie lemezeknek. A Tokyo Rockers sikere segített felvirágoztatni az úgynevezett live house-okat, azaz olyan kis klubhelységeket, ahol élő zenét játszottak, először étel- és italfelszolgálás mellett, később azonban gyakorlatilag koncerthelyszínekké avanzsáltak.
Az 1980-as években az idolkultúrával szemben kibontakozó rock olyan együtteseket vonultatott fel, mint Boøwy, a Blue Hearts, a rebecca, a Hound Dog vagy Szano Motoharu. A dalszövegek a kavaii idolzenével szemben realisztikusak, kemények voltak, a gazdasági fellendülésben lévő, de felszínessé vált Japán társadalmi problémáit feszegették, a fiatalság elfojtott dühét reprezentálták, mint a Blue Hearts 1987-es Sónen no si című dalának sorai: Nem akarok idióta lenni, akit megdicsérnek a felnőttek / Így hát álltam ott, kezemben a késsel / Álltam ott kezemben a késsel.
1989-ben a TBS televízió elindította az Ikaszu bando tengoku (いかすバンド天国; „Menő bandák paradicsoma”) című műsort, ahová amatőr együttesek jelentkezhettek. A live house-okban játszó kis együttesek számára  megnyílt a kitörés lehetősége, azonban egyúttal a független kiadók helyett a nagy lemezkiadók látkörébe kerültek, bekerültek a szórakoztatóiparba, elveszítve indie jellegüket. Ennek köszönhetően a rock popularizáltabb műfajjá vált, és egyre több rockzenekar alakult. A korszakot band boomnak (バンドブーム; bando búmu) nevezték el emiatt. A műsor olyan együttesek számára jelentett kiugrási lehetőséget, mint a Flying Kids, Blankey Jet City vagy a Tama.
Ugyancsak az 1980-as években jelent meg a visual kei, mely nagy hangsúlyt fektetett a kosztümökre, a különféle frizurákra és sminkre, zeneileg pedig meglehetősen változatos volt, a glam rockon, a punkon és a gothic rockon át a heavy metalig sok minden belefért. Olyan együttesek indították el, mint az X Japan, a Buck-Tick vagy a Luna Sea.

### 1990-es évek
Az 1990-es években a visual kei második hullámának sikerült mainstream népszerűségre szert tenni. A korábbi harsány és polgárpukkasztó külsőt és a kemény hangzást megszelidítették, fogyaszthatóbbá tették, így például a Luna Sea és a Glay több milliós lemezeladásokat produkált. Carolyn Stevens kutató szerint ebben az időszakban a korábban „fura” alternatívát képviselő visual kei együttesekből élvonalbeli divatikon lett. A teljes külsőbeli és zenei formaváltás abszolút sztárrá tette a Glayt, akikből nemzeti ikon vált. Más visual kei-együttesek megtartották jellemző drámai külsejüket és keményebb zenéjüket, és így is jelentős sikerekre tudtak szert tenni; ilyen volt például a Malice Mizer, a Dir en grey vagy a La’cryma Christi. A szólóénekesként is sikeres Gackt viszont egy fogyaszthatóbb, de mégis továbbra is drámai imidzssel tudott a listák élére kerülni.